# Gumbostrand

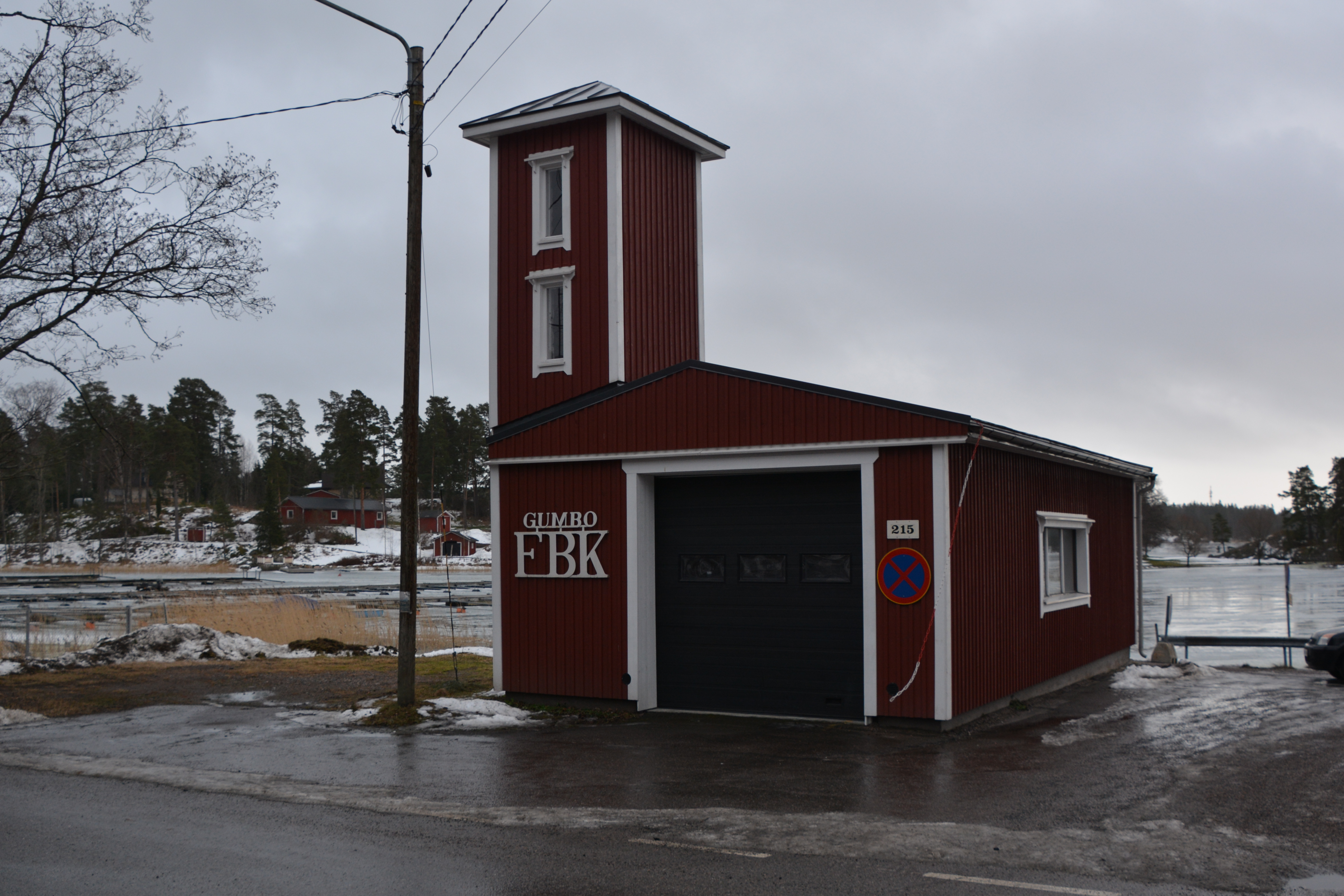
Gumbostrands Frivilliga Brandkårs stationshus

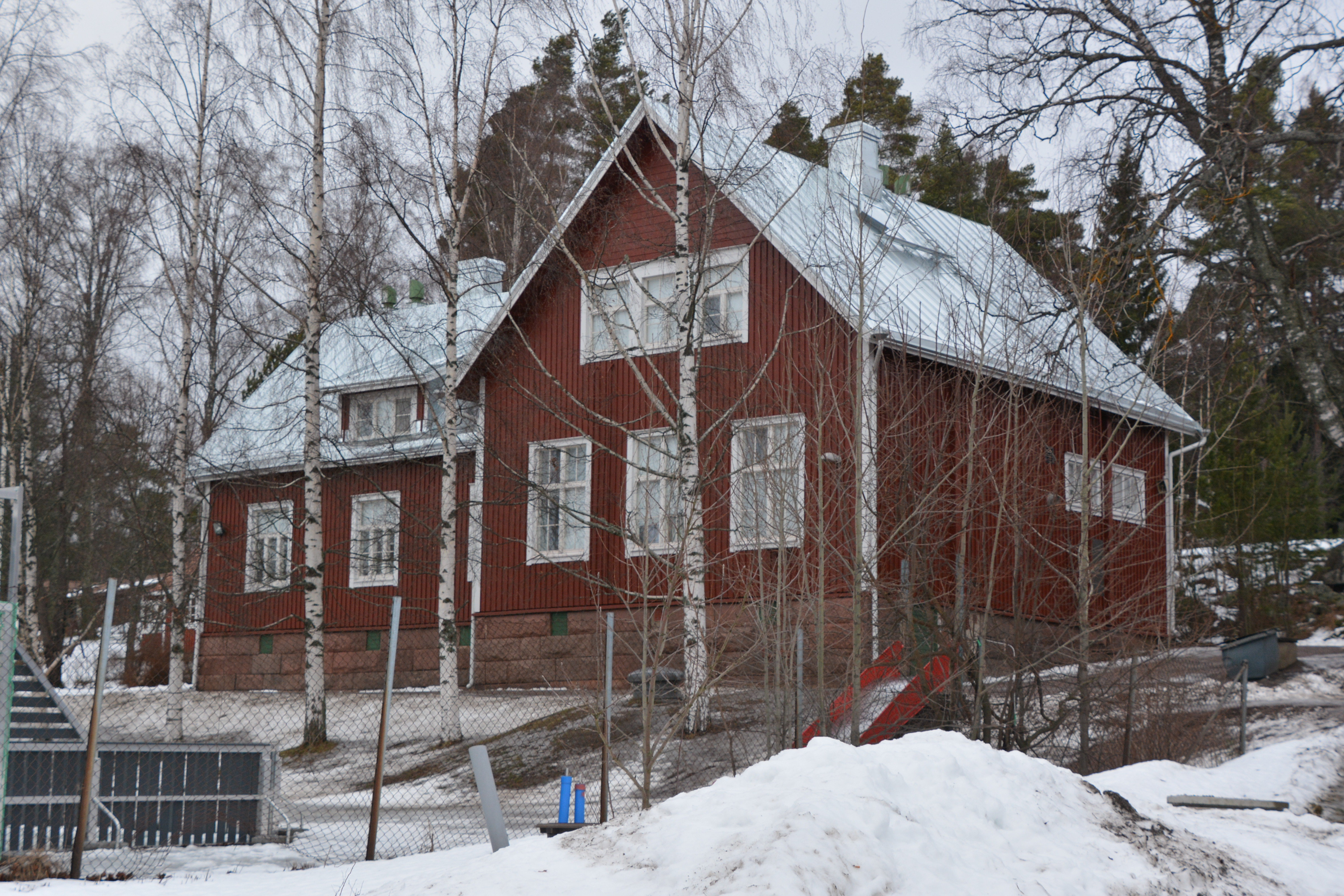
Gumbostrands skola

Gumbostrand är en kommundel i Sibbo kommun.
I Gumbostrand finns en skola, med knappt 50 elever. Vid Gumbostrands hamn finns också en station för Frivilliga brandkåren.
I Gumbostrand ligger också konsthallen och designbutiken Gumbostrand Konst & Form i en tidigare, av Oy I.K. Hartwall Ab ägd fabrik för tillverkning av metalldetaljer till patentkorkar.